# Pédagogie sociale
La pédagogie sociale s'inscrit dans le mouvement des pédagogies alternatives liés à l'éducation populaire et vise la transformation sociale. Pédagogie de l'action, elle se rattache au travail de rue et à une pratique d'animation hors les murs. La sociologue et pédagogue polonaise Helena Radlińska est la première à parler de pédagogie sociale en 1905. Avec elle, ses principaux théoriciens et inspirateurs sont Janusz Korczak, Célestin Freinet, ou encore Paulo Freire ainsi que des associations pratiquant la recherche-action tels que les Intermèdes robinsons (en région parisienne) et le réseau des GPAS en Bretagne (Groupes de pédagogie et d'animation sociale) qui éditent des livres en lien avec leur expérience de terrain. Originaire des pays de l'est de l'Europe, la pédagogie sociale est peu connue en France mais de plus en plus d'associations se revendiquent et s'inspirent de ces pratiques. Il existe des cursus universitaires de pédagogie sociale en Pologne ou encore en Allemagne.

## Action en milieu naturel
Les pédagogues sociaux interviennent dans les "milieux naturels" de l'enfant. Les enfants sont vus comme des êtres sociaux adaptés au milieu dans lequel ils grandissent. Leur socialisation répond à une logique qui a ses propres normes. Dire alors que ces enfants sont inadaptés, c'est sous-entendre qu'ils sont inadaptés au système traditionnel, mais c'est nier une identité, des savoirs qui sont adaptés à une réalité particulière, quand bien même elle serait "marginale". L'objectif pédagogique n'est donc pas de les ramener dans le droit chemin pour cause d'inadaptation. L'organisation éducative va se faire avec l'enfant, au travers de son milieu "naturel", dans le but de répondre à ses besoins et problématiques.  
Les pratiques dites de pédagogie sociale apparaissent en Pologne dans la première moitié du XXe siècle pour aider les nombreux enfants vivant dans la rue. Le "phénomène" des enfants de rue recouvre parfois des réalités très différentes en fonction du continent, de la culture, etc. Ceux-ci se construisent en rupture avec la société du fait d'une socialisation en dehors du cadre traditionnel et une fréquentation importante de la rue, de l'extérieur du foyer familial. La cellule familiale peut exister, mais sans apporter la protection nécessaire à un développement heureux. Elle peut être source de danger. L'enfant dans la rue n'est pas nécessairement orphelin ou sans abri. Mais il va chercher protection et reconnaissance dans la rue, auprès de pairs, se regroupe en bande pour survivre et s'entraider. Ainsi ces enfants développent leurs propres règles, en autonomie, et souvent dans le rejet des structures traditionnelles et institutionnelles (la famille, école, services sociaux et de santé, services de l’État en général) en lesquelles ils n'ont plus confiance.

## Pratiques de pédagogie sociale
La pédagogie sociale s'inscrit dans une démarche de recherche-action et d'observation participante qui n'est pas reproductible à l'identique d'un endroit à un autre. Elle vise la transformation sociale, l'amélioration des conditions de vie et l'émancipation. Elle demande une connaissance du milieu d'intervention, de ses ressources et des personnes qui y vivent. Même si certaines pratiques ou outils se retrouvent d'une organisation à l'autre, il est difficile de parler de pédagogie sociale sans parler d'exemple concrets. La pédagogie sociale se veut une "pédagogie pour tous les pédagogues" .